# USS Jarvis (DD-393)
DD 393 Jarvis (Корабль соединённых штатов Джэрвис) — американский эсминец типа Бэгли.

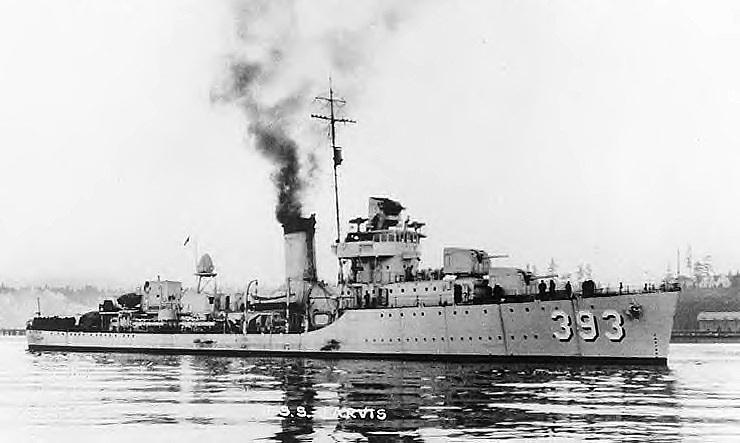
USS Jarvis (DD-393).

Заложен на верфи Puget Sound Navy Yard 21 августа 1935 года. Спущен 6 мая 1937 года, вступил в строй 27 октября 1937 года.
9 августа 1942 года потоплен японским торпедоносцем G4M близ острова Гуадалканал.
Из состава ВМС США исключён 2 октября 1942 года.